# Bagʻdod
Bagʻdod ist eine Siedlung städtischen Typs (shaharcha) in der usbekischen Viloyat Fargʻona im Ferghanatal und Hauptort des gleichnamigen Bezirks.
Der Ort liegt etwa 50 km nordwestlich der Viloyathauptstadt Fargʻona und etwa 25 km südöstlich der bezirksfreien Stadt Qoʻqon. Bagʻdod hat einen Bahnhof an der Bahnstrecke Qoʻqon–Margʻilon der Usbekischen Eisenbahnen (Oʻzbekiston Temir Yoʻllari). Westlich des Ortes verläuft der Große Ferghanakanal.
Im Jahr 1979 erhielt Bagʻdod den Status einer Siedlung städtischen Typs. Gemäß der Bevölkerungszählung 1989 hatte der Ort 10.086 Einwohner, einer Berechnung für 2000 zufolge betrug die Einwohnerzahl 12.800.